# Jan Musch
Pour les articles homonymes, voir Musch.
 (octobre 2018).
Si vous disposez d'ouvrages ou d'articles de référence ou si vous connaissez des sites web de qualité traitant du thème abordé ici, merci de compléter l'article en donnant les références utiles à sa vérifiabilité et en les liant à la section « Notes et références ».
 (décembre 2018).
Jan Musch, né en 1951 aux Pays-Bas, est un producteur et réalisateur néerlandais.

## Filmographie

### Producteur
- 1982 : The Hes Case de  Orlow Seunke
- 1983 : Starlings at Work de Tijs Tinbergen[2]
- 1985 : Pervola, Tracks in the Snow de Orlow Seunke[3]
- 2011 : Fire! de Maarten Koopman
- 2013 : Trampoline de Maarten Koopman[4]

### Réalisateur
- 1983 : Starlings at Work : co-réalisé avec Tijs Tinbergen
- 2009 : Bloody Fox : co-réalisé avec Tijs Tinbergen[5]
- 2014 : MEESTV : co-réalisé avec  Tijs Tinbergen[6]